# Mühlen (Neumarkt in der Oberpfalz)

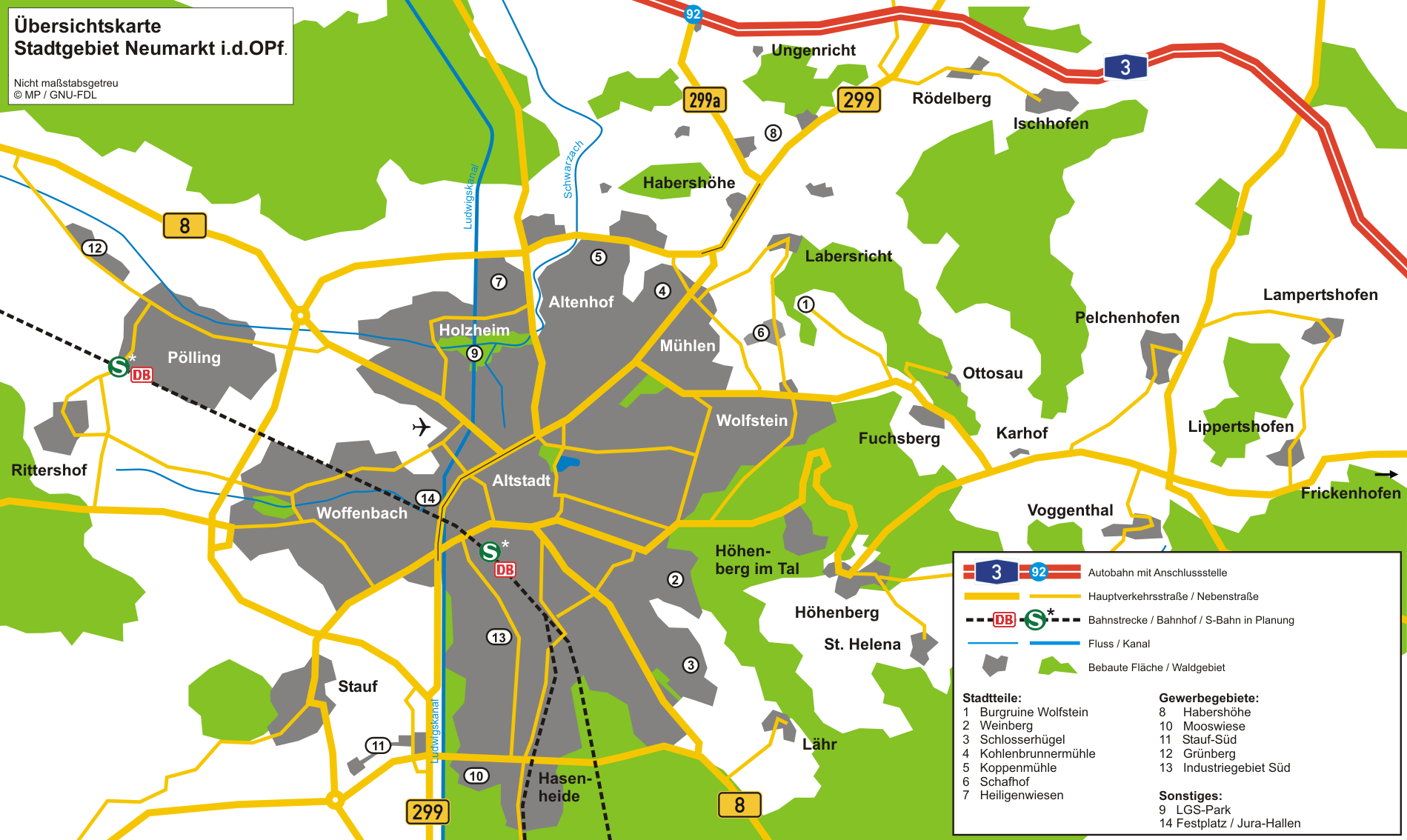
Stadtgebiet Neumarkt

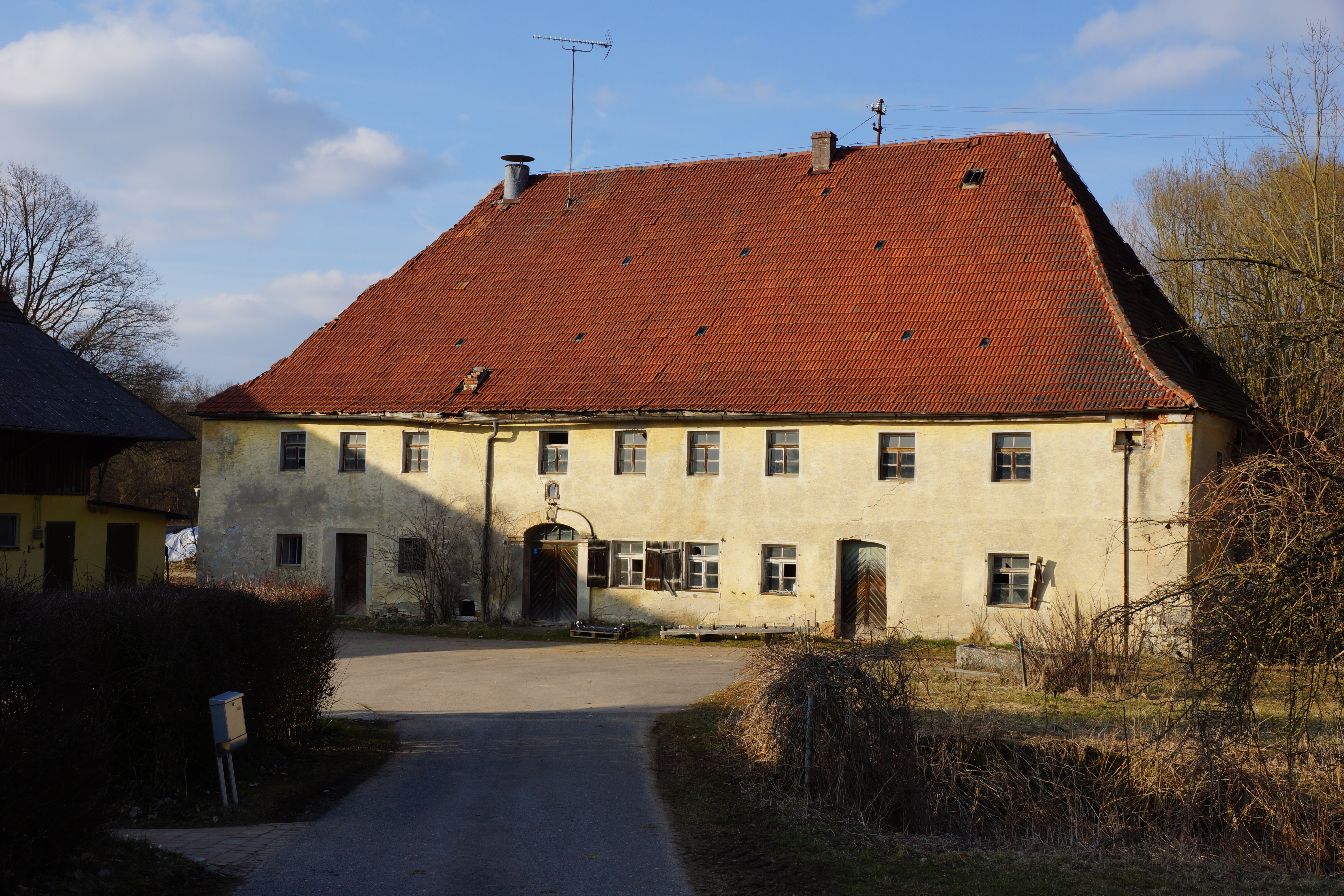
Die Iberlsmühle im Norden von Neumarkt

Mühlen ([ˈmyːlən] ) ist eine Gemarkung im ADBV-Amtsbezirk Neumarkt i.d.Opf. Bis 1972 bestand die Gemeinde Mühlen im Landkreis Neumarkt in der Oberpfalz.
Die Gemarkung mit der Nummer 094653 hat eine Fläche von etwa 749 Hektar und liegt vollständig im Nordosten des Stadtgebietes von Neumarkt in der Oberpfalz. Auf der Gemarkung liegen die Neumarkter Gemeindeteile Altenhof, Auhof, Beckenmühle, Blomenhof, Bodenhof, Bodenmühle, Eichenmühle, Friedlmühle, Guglhof, Habersmühle, Iberlsmühle, Ischhofen, Kohlenbrunnermühle, Koppenmühle, Rödelberg, Schleifmühle, Schmermühle, Schönmühle und Ungenricht. Die benachbarten Gemarkungen sind im Norden Loderbach, Pilsach und Pfeffertshofen, im Osten Laaber, im Süden Pelchenhofen, Labersricht und Neumarkt i.d.Opf. und im Westen die Gemarkung Holzheim.

## Geschichte
Die Gemeinde Mühlen im Landkreis Neumarkt in der Oberpfalz wurde  im Zuge der Gebietsreform in Bayern zum 1. Juli 1972 nach Neumarkt i.d.Opf. eingemeindet.
Die Gemeinde hatte 1961 die 19 Gemeindeteile Altenhof, Auhof, Beckenmühle, Blomenhof, Bodenhof, Bodenmühle, Eichenmühle, Friedlmühle, Guglhof, Habersmühle, Iberlsmühle, Ischhofen, Kohlenbrunnermühle, Koppenmühle, Rödelberg, Schleifmühle, Schmermühle, Schönmühle und Ungenricht. Der Sitz der Gemeindeverwaltung war Ischhofen. Der Gemeindename Mühlen leitete sich von den ansässigen Wassermühlen ab – elf von 19 Ortsnamen enden auf "-mühle".
Einwohnerentwicklung
| Jahr          | 1840 | 1861 | 1871 | 1885 | 1900 | 1925 | 1950 | 1961  | 1970  |
| Einwohnerzahl | 245  | 223  | 192  | 241  | 231  | 233  | 350  | 337   | 718   |
| Quelle        |      |      |      |      |      |      |      | [ 6 ] | [ 8 ] |